# HEW Cyclassics 2003
La HEW Cyclassics 2003 fou la 8a edició de la cursa ciclista HEW Cyclassics. Es va disputar el 3 d'agost de 2003 sobre una distància de 250,3 quilòmetres, sent la sisena prova de la Copa del Món de ciclisme de 2003. El vencedor fou l'italià Paolo Bettini (Quick Step-Davitamon), que s'imposà a l'esprint a Davide Rebellin i Jan Ullrich.

## Resultats
|    | Ciclista                | Equip                    | Temps      |
| -- | ----------------------- | ------------------------ | ---------- |
| 1  | Paolo Bettini (ITA)     | Quick Step-Davitamon     | 5h 58' 20" |
| 2  | Davide Rebellin (ITA)   | Team Gerolsteiner        | m. t.      |
| 3  | Jan Ullrich (GER)       | Team Bianchi             | m. t.      |
| 4  | Igor Astarloa (ESP)     | Saeco Macchine per Caffè | m. t.      |
| 5  | Mirko Celestino (ITA)   | Saeco Macchine per Caffè | m. t.      |
| 6  | Erik Zabel (GER)        | Team Telekom             | + 3"       |
| 7  | Fabio Baldato (ITA)     | Alessio                  | m. t.      |
| 8  | Giovanni Lombardi (ITA) | Domina Vacanze-Elitron   | m. t.      |
| 9  | Stefano Zanini (ITA)    | Saeco Macchine per Caffè | m. t.      |
| 10 | Andrea Ferrigato (ITA)  | Alessio                  | m. t.      |